# Foreverly
Foreverly è un album discografico realizzato in duetto dalla cantautrice Norah Jones e dal cantante dei Green Day Billie Joe Armstrong. L'album è stato pubblicato nel novembre 2013 e contiene diverse cover dei The Everly Brothers.

## Il disco
Foreverly (crasi di "for ever", ossia "per sempre", ed "Everly", in riferimento agli Everly Brothers) è una collezione di canzoni reinterpretate tratte dall'album Songs Our Daddy Taught Us dei fratelli Everly, datato 1958.
Il disco è stato anticipato dal singolo Long Time Gone, pubblicato nell'ottobre 2013. Di questo video è stato anche realizzato un video, diffuso il 13 novembre 2013, seguito dal video di Silver Haired Daddy of Mine.

## Tracce
1. Roving Gambler – 4:08
2. Long Time Gone – 3:28
3. Lightning Express – 5:00
4. Silver Haired Daddy of Mine – 3:15
5. Down in the Willow Garden – 4:32
6. Who's Gonna Shoe Your Pretty Little Feet? – 2:56
7. Oh So Many Years – 3:03
8. Barbara Allen – 4:48
9. Rockin' Alone (In an Old Rockin' Chair) – 3:00
10. I'm Here to Get My Baby Out of Jail – 4:19
11. Kentucky – 3:26
12. Put My Little Shoes Away – 3:28

## Formazione
- Norah Jones - voce, chitarra elettrica, chitarra acustica, banjo a 6 corde, chimes, harmonium, piano
- Billie Joe Armstrong - voce, chitarra acustica, chitarra elettrica, harmonium
- Tim Luntzel - basso
- Dan Rieser - batteria, percussioni
- Charlie Burnham - violino, mandolino, armonica
- Jonny Lam - pedal steel guitar